# 第四十二屆威廉瓊斯盃國際籃球邀請賽
第42屆威廉瓊斯盃國際籃球邀請賽於2023年8月在臺北和平籃球館舉辦，女子組賽事於8月5日至8月9日舉行，男子組賽事於8月12日至8月20日進行。電視由緯來電視網轉播，緯來體育台的YouTube、Twitch頻道會進行網路轉播。

## 女子組

### 參賽隊伍
- 中華藍（亞運培訓隊[5]）
- 中華白（年輕潛力球員[6]）
- 日本（香頌V魔術[7]）
- 韓國（釜山BNK Sum[8]）
- 菲律賓（國家隊[9]）
- 伊朗（國家隊[10]）

### 戰績排名
| 排名 | 隊伍   | 賽 | 勝 | 負 | 率    | 勝差 |
| ---- | ------ | -- | -- | -- | ----- | ---- |
| 1    | 日本   | 5  | 5  | 0  | 1.000 | —    |
| 2    | 韓國   | 5  | 4  | 1  | .800  | 1    |
| 3    | 中華藍 | 5  | 3  | 2  | .600  | 2    |
| 4    | 中華白 | 5  | 2  | 3  | .400  | 3    |
| 5    | 菲律賓 | 5  | 1  | 4  | .200  | 4    |
| 6    | 伊朗   | 5  | 0  | 5  | .000  | 5    |

### 比賽日誌
| 2023年8月5日 | 伊朗                                 | 44–87                                | 韓國                                 |  |
| 15:00        | 每節分數： 6–22、12–23、11–24、15–18 | 每節分數： 6–22、12–23、11–24、15–18 | 每節分數： 6–22、12–23、11–24、15–18 |  |
|              |                                      | 詳細數據                             |                                      |  |

| 2023年8月5日 | 中華白                               | 65–76                                | 日本                                 |  |
| 17:00        | 每節分數： 25–20、13–26、5–16、22–14 | 每節分數： 25–20、13–26、5–16、22–14 | 每節分數： 25–20、13–26、5–16、22–14 |  |
|              |                                      | 詳細數據                             |                                      |  |

| 2023年8月5日 | 中華藍                                | 89–85                                 | 菲律賓                                |  |
| 19:30        | 每節分數： 30–17、21–23、18–21、20–24 | 每節分數： 30–17、21–23、18–21、20–24 | 每節分數： 30–17、21–23、18–21、20–24 |  |
|              |                                       | 詳細數據                              |                                       |  |

| 2023年8月6日 | 菲律賓                              | 64–58                               | 伊朗                                |  |
| 15:00        | 每節分數： 13–9、10–21、26–9、15–21 | 每節分數： 13–9、10–21、26–9、15–21 | 每節分數： 13–9、10–21、26–9、15–21 |  |
|              |                                     | 詳細數據                            |                                     |  |

| 2023年8月6日 | 韓國                                  | 77–65                                 | 中華白                                |  |
| 17:00        | 每節分數： 19–15、28–18、11–12、19–20 | 每節分數： 19–15、28–18、11–12、19–20 | 每節分數： 19–15、28–18、11–12、19–20 |  |
|              |                                       | 詳細數據                              |                                       |  |

| 2023年8月6日 | 日本                                  | 93–83                                 | 中華藍                                |  |
| 19:00        | 每節分數： 20–24、31–21、22–23、20–15 | 每節分數： 20–24、31–21、22–23、20–15 | 每節分數： 20–24、31–21、22–23、20–15 |  |
|              |                                       | 詳細數據                              |                                       |  |

| 2023年8月7日 | 韓國                                  | 73–98                                 | 日本                                  |  |
| 15:00        | 每節分數： 18–26、25–25、12–21、18–26 | 每節分數： 18–26、25–25、12–21、18–26 | 每節分數： 18–26、25–25、12–21、18–26 |  |
|              |                                       | 詳細數據                              |                                       |  |

| 2023年8月7日 | 中華白                                | 94–83                                 | 菲律賓                                |  |
| 17:00        | 每節分數： 23–21、25–20、20–23、26–19 | 每節分數： 23–21、25–20、20–23、26–19 | 每節分數： 23–21、25–20、20–23、26–19 |  |
|              |                                       | 詳細數據                              |                                       |  |

| 2023年8月7日 | 中華藍                                | 77–58                                 | 伊朗                                  |  |
| 19:00        | 每節分數： 26–14、15–13、18–15、18–16 | 每節分數： 26–14、15–13、18–15、18–16 | 每節分數： 26–14、15–13、18–15、18–16 |  |
|              |                                       | 詳細數據                              |                                       |  |

| 2023年8月8日 | 菲律賓                              | 59–65                               | 韓國                                |  |
| 15:00        | 每節分數： 8–18、16–22、17–17、18–8 | 每節分數： 8–18、16–22、17–17、18–8 | 每節分數： 8–18、16–22、17–17、18–8 |  |
|              |                                     | 詳細數據                            |                                     |  |

| 2023年8月8日 | 伊朗                                | 46–59                               | 日本                                |  |
| 17:00        | 每節分數： 6–15、7–21、18–10、15–13 | 每節分數： 6–15、7–21、18–10、15–13 | 每節分數： 6–15、7–21、18–10、15–13 |  |
|              |                                     | 詳細數據                            |                                     |  |

| 2023年8月8日 | 中華白                                | 56–79                                 | 中華藍                                |  |
| 19:00        | 每節分數： 13–15、11–26、16–23、16–15 | 每節分數： 13–15、11–26、16–23、16–15 | 每節分數： 13–15、11–26、16–23、16–15 |  |
|              |                                       | 詳細數據                              |                                       |  |

| 2023年8月9日 | 日本                                  | 95–88                                 | 菲律賓                                |  |
| 15:00        | 每節分數： 25–17、19–24、21–28、30–19 | 每節分數： 25–17、19–24、21–28、30–19 | 每節分數： 25–17、19–24、21–28、30–19 |  |
|              |                                       | 詳細數據                              |                                       |  |

| 2023年8月9日 | 伊朗                                  | 64–74                                 | 中華白                                |  |
| 17:00        | 每節分數： 15–19、19–21、18–20、12–14 | 每節分數： 15–19、19–21、18–20、12–14 | 每節分數： 15–19、19–21、18–20、12–14 |  |
|              |                                       | 詳細數據                              |                                       |  |

| 2023年8月9日 | 中華藍                                | 76–93                                 | 韓國                                  |  |
| 19:00        | 每節分數： 20–21、18–25、19–23、19–24 | 每節分數： 20–21、18–25、19–23、19–24 | 每節分數： 20–21、18–25、19–23、19–24 |  |
|              |                                       | 詳細數據                              |                                       |  |

### 獎項
| 獎項     | 得主     | 球隊   | 參考   |
| -------- | -------- | ------ | ------ |
| MVP      | 吉田舞衣 | 日本   | [ 11 ] |
| 最佳五人 | 吉田舞衣 | 日本   | [ 11 ] |
| 最佳五人 | 小池遙   | 日本   | [ 11 ] |
| 最佳五人 | 陳晏宇   | 中華藍 | [ 11 ] |
| 最佳五人 | 李昭喜   | 韓國   | [ 11 ] |
| 最佳五人 | 伊佐潔   | 日本   | [ 11 ] |

## 男子組

### 參賽隊伍
- 中華藍（亞運培訓隊[5][a]）
- 中華白（年輕潛力球員[6]）
- 日本（大學明星隊[3][b]）
- 韓國（安養KGC[8]）
- 菲律賓（伊拉斯圖雨晴[15]）
- 阿聯（國家隊[16]）
- 卡達（國家隊[17]）
- 伊朗（國家隊[3]）
- 美國（加州大學爾灣分校[18]）

### 戰績排名
| 排名 | 隊伍   | 賽 | 勝 | 負 | 率    | 勝差 |
| ---- | ------ | -- | -- | -- | ----- | ---- |
| 1    | 美國   | 8  | 8  | 0  | 1.000 | —    |
| 2    | 中華藍 | 8  | 7  | 1  | .875  | 1    |
| 3    | 韓國   | 8  | 6  | 2  | .750  | 2    |
| 4    | 卡達   | 8  | 4  | 4  | .500  | 4    |
| 5    | 阿聯   | 8  | 3  | 5  | .375  | 5    |
| 6    | 中華白 | 8  | 3  | 5  | .375  | 5    |
| 7    | 菲律賓 | 8  | 2  | 6  | .250  | 6    |
| 8    | 伊朗   | 8  | 2  | 6  | .250  | 6    |
| 9    | 日本   | 8  | 1  | 7  | .125  | 7    |

### 比賽日誌
| 2023年8月12日 | 韓國                                  | 100–84                                | 阿聯                                  |  |
| 13:00         | 每節分數： 25–20、28–19、20–19、27–26 | 每節分數： 25–20、28–19、20–19、27–26 | 每節分數： 25–20、28–19、20–19、27–26 |  |
|               |                                       | 詳細數據                              |                                       |  |

| 2023年8月12日 | 卡達                                | 38–105                              | 美國                                |  |
| 15:00         | 每節分數： 9–25、10–23、7–32、12–25 | 每節分數： 9–25、10–23、7–32、12–25 | 每節分數： 9–25、10–23、7–32、12–25 |  |
|               |                                     | 詳細數據                            |                                     |  |

| 2023年8月12日 | 中華白                               | 85–59                                | 日本                                 |  |
| 17:00         | 每節分數： 29–9、25–20、11–20、20–10 | 每節分數： 29–9、25–20、11–20、20–10 | 每節分數： 29–9、25–20、11–20、20–10 |  |
|               |                                      | 詳細數據                             |                                      |  |

| 2023年8月12日 | 中華藍                                | 98–79                                 | 菲律賓                                |  |
| 19:30         | 每節分數： 40–23、17–14、25–12、16–30 | 每節分數： 40–23、17–14、25–12、16–30 | 每節分數： 40–23、17–14、25–12、16–30 |  |
|               |                                       | 詳細數據                              |                                       |  |

| 2023年8月13日 | 卡達                                  | 63–69                                 | 伊朗                                  |  |
| 13:00         | 每節分數： 17–16、16–17、12–18、18–18 | 每節分數： 17–16、16–17、12–18、18–18 | 每節分數： 17–16、16–17、12–18、18–18 |  |
|               |                                       | 詳細數據                              |                                       |  |

| 2023年8月13日 | 阿聯                                | 49–109                              | 美國                                |  |
| 15:00         | 每節分數： 15–25、8–28、17–28、9–28 | 每節分數： 15–25、8–28、17–28、9–28 | 每節分數： 15–25、8–28、17–28、9–28 |  |
|               |                                     | 詳細數據                            |                                     |  |

| 2023年8月13日 | 菲律賓                                | 79–89                                 | 中華白                                |  |
| 17:00         | 每節分數： 14–30、23–24、18–21、24–14 | 每節分數： 14–30、23–24、18–21、24–14 | 每節分數： 14–30、23–24、18–21、24–14 |  |
|               |                                       | 詳細數據                              |                                       |  |

| 2023年8月13日 | 日本                                  | 68–86                                 | 中華藍                                |  |
| 19:00         | 每節分數： 11–27、18–24、23–16、16–19 | 每節分數： 11–27、18–24、23–16、16–19 | 每節分數： 11–27、18–24、23–16、16–19 |  |
|               |                                       | 詳細數據                              |                                       |  |

| 2023年8月14日 | 菲律賓                                | 71–73                                 | 阿聯                                  |  |
| 13:00         | 每節分數： 14–11、21–22、18–19、18–21 | 每節分數： 14–11、21–22、18–19、18–21 | 每節分數： 14–11、21–22、18–19、18–21 |  |
|               |                                       | 詳細數據                              |                                       |  |

| 2023年8月14日 | 日本                                | 47–108                              | 美國                                |  |
| 15:00         | 每節分數： 19–30、6–26、8–26、14–26 | 每節分數： 19–30、6–26、8–26、14–26 | 每節分數： 19–30、6–26、8–26、14–26 |  |
|               |                                     | 詳細數據                            |                                     |  |

| 2023年8月14日 | 韓國                                  | 84–72                                 | 伊朗                                  |  |
| 17:00         | 每節分數： 28–17、22–17、17–18、17–20 | 每節分數： 28–17、22–17、17–18、17–20 | 每節分數： 28–17、22–17、17–18、17–20 |  |
|               |                                       | 詳細數據                              |                                       |  |

| 2023年8月14日 | 中華藍                                | 88–74                                 | 卡達                                  |  |
| 19:00         | 每節分數： 19–16、22–22、30–22、17–14 | 每節分數： 19–16、22–22、30–22、17–14 | 每節分數： 19–16、22–22、30–22、17–14 |  |
|               |                                       | 詳細數據                              |                                       |  |

| 2023年8月15日 | 美國                                  | 87–82                                 | 韓國                                  |  |
| 13:00         | 每節分數： 21–27、27–17、24–21、15–17 | 每節分數： 21–27、27–17、24–21、15–17 | 每節分數： 21–27、27–17、24–21、15–17 |  |
|               |                                       | 詳細數據                              |                                       |  |

| 2023年8月15日 | 卡達                                  | 93–86                                 | 菲律賓                                |  |
| 15:00         | 每節分數： 20–24、27–24、22–20、24–18 | 每節分數： 20–24、27–24、22–20、24–18 | 每節分數： 20–24、27–24、22–20、24–18 |  |
|               |                                       | 詳細數據                              |                                       |  |

| 2023年8月15日 | 阿聯                                  | 71–69                                 | 中華白                                |  |
| 17:00         | 每節分數： 14–24、25–13、14–22、18–10 | 每節分數： 14–24、25–13、14–22、18–10 | 每節分數： 14–24、25–13、14–22、18–10 |  |
|               |                                       | 詳細數據                              |                                       |  |

| 2023年8月15日 | 伊朗                                 | 63–80                                | 中華藍                               |  |
| 19:00         | 每節分數： 9–15'、8–26、29–13、17–26 | 每節分數： 9–15'、8–26、29–13、17–26 | 每節分數： 9–15'、8–26、29–13、17–26 |  |
|               |                                      | 詳細數據                             |                                      |  |

| 2023年8月16日 | 卡達                                 | 81–57                                | 阿聯                                 |  |
| 13:00         | 每節分數： 20–13、24–19、24–9、13–16 | 每節分數： 20–13、24–19、24–9、13–16 | 每節分數： 20–13、24–19、24–9、13–16 |  |
|               |                                      | 詳細數據                             |                                      |  |

| 2023年8月16日 | 菲律賓                                              | 98–90（OT）                                         | 伊朗                                                |  |
| 15:00         | 每節分數： 27–19、15–15、17–18、15–22、加时： 24–16 | 每節分數： 27–19、15–15、17–18、15–22、加时： 24–16 | 每節分數： 27–19、15–15、17–18、15–22、加时： 24–16 |  |
|               |                                                     | 詳細數據                                            |                                                     |  |

| 2023年8月16日 | 韓國                                  | 97–89                                 | 日本                                  |  |
| 17:00         | 每節分數： 20–20、18–21、27–18、32–30 | 每節分數： 20–20、18–21、27–18、32–30 | 每節分數： 20–20、18–21、27–18、32–30 |  |
|               |                                       | 詳細數據                              |                                       |  |

| 2023年8月16日 | 中華白                               | 59–117                               | 美國                                 |  |
| 19:00         | 每節分數： 27–32、8–29、11–30、13–26 | 每節分數： 27–32、8–29、11–30、13–26 | 每節分數： 27–32、8–29、11–30、13–26 |  |
|               |                                      | 詳細數據                             |                                      |  |

| 2023年8月17日 | 伊朗                  | 72–73                 | 日本                  |  |
| 13:00         | 每節分數： –、–、–、– | 每節分數： –、–、–、– | 每節分數： –、–、–、– |  |
|               |                       | 詳細數據              |                       |  |

| 2023年8月17日 | 中華白                               | 59–71                                | 卡達                                 |  |
| 15:00         | 每節分數： 8–18、23–17、15–18、13–18 | 每節分數： 8–18、23–17、15–18、13–18 | 每節分數： 8–18、23–17、15–18、13–18 |  |
|               |                                      | 詳細數據                             |                                      |  |

| 2023年8月17日 | 菲律賓                                | 77–87                                 | 韓國                                  |  |
| 17:00         | 每節分數： 15–28、17–14、19–24、26–21 | 每節分數： 15–28、17–14、19–24、26–21 | 每節分數： 15–28、17–14、19–24、26–21 |  |
|               |                                       | 詳細數據                              |                                       |  |

| 2023年8月17日 | 阿聯                                  | 85–103                                | 中華藍                                |  |
| 19:00         | 每節分數： 26–29、21–29、19–20、19–25 | 每節分數： 26–29、21–29、19–20、19–25 | 每節分數： 26–29、21–29、19–20、19–25 |  |
|               |                                       | 詳細數據                              |                                       |  |

| 2023年8月18日 | 卡達                                  | 79–91                                 | 韓國                                  |  |
| 13:00         | 每節分數： 26–25、19–24、16–21、18–21 | 每節分數： 26–25、19–24、16–21、18–21 | 每節分數： 26–25、19–24、16–21、18–21 |  |
|               |                                       | 詳細數據                              |                                       |  |

| 2023年8月18日 | 日本                                  | 76–86                                 | 阿聯                                  |  |
| 15:00         | 每節分數： 17–19、22–28、12–20、25–19 | 每節分數： 17–19、22–28、12–20、25–19 | 每節分數： 17–19、22–28、12–20、25–19 |  |
|               |                                       | 詳細數據                              |                                       |  |

| 2023年8月18日 | 美國                                  | 80–48                                 | 伊朗                                  |  |
| 17:00         | 每節分數： 12–10、24–14、21–14、23–10 | 每節分數： 12–10、24–14、21–14、23–10 | 每節分數： 12–10、24–14、21–14、23–10 |  |
|               |                                       | 詳細數據                              |                                       |  |

| 2023年8月18日 | 中華藍                                | 87–74                                 | 中華白                                |  |
| 19:00         | 每節分數： 27–13、18–14、16–25、26–22 | 每節分數： 27–13、18–14、16–25、26–22 | 每節分數： 27–13、18–14、16–25、26–22 |  |
|               |                                       | 詳細數據                              |                                       |  |

| 2023年8月19日 | 阿聯                                  | 75–96                                 | 伊朗                                  |  |
| 13:00         | 每節分數： 26–26、16–29、16–22、17–19 | 每節分數： 26–26、16–29、16–22、17–19 | 每節分數： 26–26、16–29、16–22、17–19 |  |
|               |                                       | 詳細數據                              |                                       |  |

| 2023年8月19日 | 日本                                  | 91–116                                | 菲律賓                                |  |
| 15:00         | 每節分數： 40–23、17–30、19–32、15–33 | 每節分數： 40–23、17–30、19–32、15–33 | 每節分數： 40–23、17–30、19–32、15–33 |  |
|               |                                       | 詳細數據                              |                                       |  |

| 2023年8月19日 | 韓國                                  | 99–97                                 | 中華白                                |  |
| 17:00         | 每節分數： 32–30、22–20、23–25、22–22 | 每節分數： 32–30、22–20、23–25、22–22 | 每節分數： 32–30、22–20、23–25、22–22 |  |
|               |                                       | 詳細數據                              |                                       |  |

| 2023年8月19日 | 美國                                  | 95–80                                 | 中華藍                                |  |
| 19:00         | 每節分數： 16–19、25–15、36–25、18–21 | 每節分數： 16–19、25–15、36–25、18–21 | 每節分數： 16–19、25–15、36–25、18–21 |  |
|               |                                       | 詳細數據                              |                                       |  |

| 2023年8月20日 | 卡達                                  | 97–96                                 | 日本                                  |  |
| 13:00         | 每節分數： 24–21、23–37、21–14、29–24 | 每節分數： 24–21、23–37、21–14、29–24 | 每節分數： 24–21、23–37、21–14、29–24 |  |
|               |                                       | 詳細數據                              |                                       |  |

| 2023年8月20日 | 菲律賓                               | 61–115                               | 美國                                 |  |
| 15:00         | 每節分數： 6–26、21–31、18–26、16–32 | 每節分數： 6–26、21–31、18–26、16–32 | 每節分數： 6–26、21–31、18–26、16–32 |  |
|               |                                      | 詳細數據                             |                                      |  |

| 2023年8月20日 | 中華白                                | 91–86                                 | 伊朗                                  |  |
| 17:00         | 每節分數： 25–15、25–27、15–20、26–24 | 每節分數： 25–15、25–27、15–20、26–24 | 每節分數： 25–15、25–27、15–20、26–24 |  |
|               |                                       | 詳細數據                              |                                       |  |

| 2023年8月20日 | 中華藍                                | 92–64                                 | 韓國                                  |  |
| 19:00         | 每節分數： 22–18、28–18、29–12、13–16 | 每節分數： 22–18、28–18、29–12、13–16 | 每節分數： 22–18、28–18、29–12、13–16 |  |
|               |                                       | 詳細數據                              |                                       |  |

### 獎項
| 獎項     | 得主                | 球隊   | 參考   |
| -------- | ------------------- | ------ | ------ |
| MVP      | Pierre Crockrell II | 美國   | [ 19 ] |
| 最佳五人 | 劉錚                | 中華藍 | [ 19 ] |
| 最佳五人 | 林庭謙              | 中華藍 | [ 19 ] |
| 最佳五人 | 阿提諾              | 中華藍 | [ 19 ] |
| 最佳五人 | 杜沃恩·馬克斯韋爾   | 韓國   | [ 19 ] |
| 最佳五人 | Pierre Crockrell II | 美國   | [ 19 ] |

## 外部連結
- 官方网站